# Opisthosyllis viridis
Opisthosyllis viridis är en ringmaskart som beskrevs av Langerhans 1879. Opisthosyllis viridis ingår i släktet Opisthosyllis och familjen Syllidae. Inga underarter finns listade i Catalogue of Life.